# UFC 208

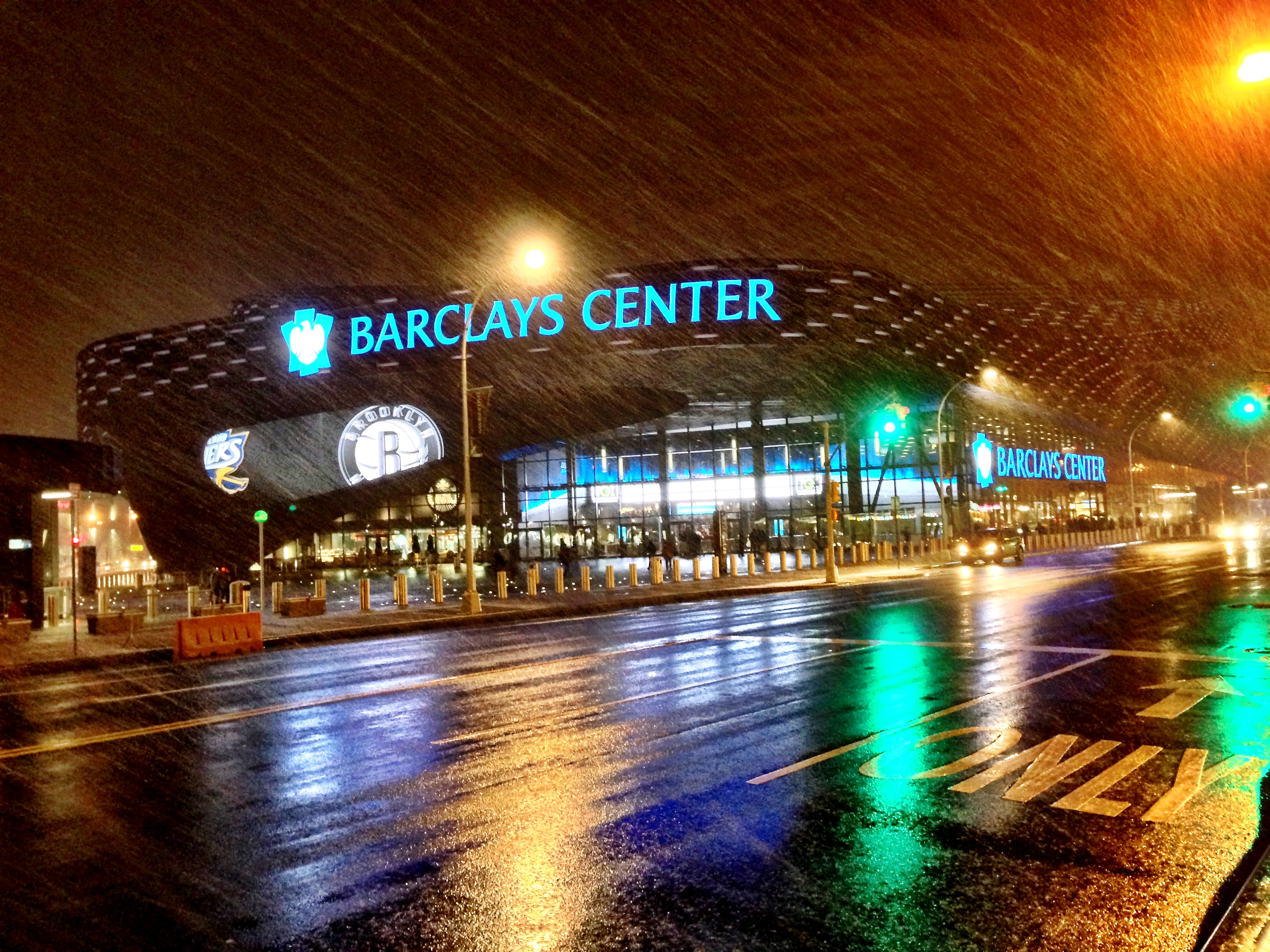
初開催となった会場のバークレイズ・センター

UFC 208: Holm vs. de Randamie（ユーエフシー・ツーオーエイト：ホルム・バーサス・デ・ランダミー）は、アメリカ合衆国の総合格闘技団体「UFC」の大会の一つ。2017年2月11日、ニューヨーク州ニューヨークブルックリン区のバークレイズ・センターで開催された。

## 大会概要
本大会ではホリー・ホルムとジャーメイン・デ・ランダミーによる初代UFC世界女子フェザー級王座決定戦が組まれた。
本大会より女子フェザー級が設置された。

## 試合結果

### アーリープレリム
第1試合 ウェルター級 5分3R
○  ライアン・ラフレアー vs.  ホアン・"ジュカオン"・カルネイロ ×
3R終了 判定3-0（30-26、30-27、29-28）

### プレリミナリーカード
第2試合 フェザー級 5分3R
○  リック・グレン vs.  フィリップ・ノヴァー ×
3R終了 判定2-1（27-30、29-28、29-28）
第3試合 ライト級 5分3R
○  イスラム・マカチェフ vs.  ニック・レンツ ×
3R終了 判定3-0（30-25、30-25、30-27）
第4試合 フライ級 5分3R
○  ウィルソン・ヘイス vs.  佐々木憂流迦 ×
3R終了 判定3-0（29-28、29-28、29-28）
第5試合 ウェルター級 5分3R
○  ベラル・ムハマッド vs.  ランディ・ブラウン ×
3R終了 判定3-0（30-27、30-27、29-28）

### メインカード
第6試合 ライト級 5分3R
○  ダスティン・ポイエー vs.  ジム・ミラー ×
3R終了 判定2-0（28-28、30-27、29-28）
第7試合 ライトヘビー級 5分3R
○  グローバー・テイシェイラ vs.  ジャレッド・キャノニア ×
3R終了 判定3-0（30-26、30-26、30-26）
第8試合 ミドル級 5分3R
○  ホナウド・ジャカレイ vs.  ティム・ボッシュ ×
1R 3:41 キムラロック
第9試合 ミドル級 5分3R
○  アンデウソン・シウバ vs.  デレク・ブランソン ×
3R終了 判定3-0（29-28、29-28、30-27）
第10試合 UFC世界女子フェザー級王座決定戦 5分5R
○  ジャーメイン・デ・ランダミー vs.  ホリー・ホルム ×
5R終了 判定3-0（48-47、48-47、48-47）
※デ・ランダミーが王座獲得に成功

### 各賞
ファイト・オブ・ザ・ナイト： ダスティン・ポイエー vs. ジム・ミラー
パフォーマンス・オブ・ザ・ナイト： ホナウド・ジャカレイ
各選手にはボーナスとして5万ドルが授与された

### カード変更
負傷などによるカードの変更は以下の通り。